# Brent Bookwalter
Brent Bookwalter (ur. 16 lutego 1984 w Albuquerque) – amerykański kolarz szosowy, zawodnik należącej do dywizji UCI WorldTeams drużyny BMC Racing Team.

## Najważniejsze osiągnięcia
2006
- 1. miejsce w mistrzostwach USA w jeździe indywidualnej na czas do lat 23

2009
- 1. miejsce na prologu Tour of Utah

2010
- 2. miejsce na 1. etapie Giro d’Italia (jazda indywidualna na czas)

2012
- 3. miejsce w mistrzostwach USA (jazda ind. na czas)

2013
- 2. miejsce w Tour of Qatar
- 1. miejsce na 1. etapie Tour of Qatar
- 2. miejsce w Tour of Alberta
- 2. miejsce w mistrzostwach USA (start wspólny)
- 2. miejsce w mistrzostwach USA (jazda ind. na czas)

2017
- 4. miejsce w Tour of California

2021
- 2. miejsce w mistrzostwach Stanów Zjednoczonych (start wspólny)